# Operazione Bellicose
L’Operazione Bellicose fu un bombardamento strategico che colpì la fabbrica Zeppelin di Friedrichshafen e la base navale italiana di La Spezia. Si trattò del primo shuttle bombing (bombardamento pendolare) della seconda guerra mondiale e del secondo raid aereo compiuto col supporto di Master Bomber. Ai primi di Giugno del 1943 Claude Wavell, un interprete fotografico del Central Interpretation Unit identificò una pila di cestelli a righe (riflettori radar Würzburg) presso la Zeppelin. Il 14 giugno Winston Churchill vide le foto presso la base RAF di Medmenham ed il 16 giugno il 5º gruppo bombardieri della RAF ricevette l'inatteso ordine di attaccare Friedrichshafen il successivo plenilunio.
Dopo il decollo dalla Gran Bretagna l'aereo del Group Captain Slee ebbe problemi. Gli Avro Lancaster bombardarono da 4500 metri anziché dai 3000 programmati a causa del pesante fuoco della contraerea.
L'attacco colpì le infrastrutture dei V2 della Zeppelin, cosa che fece dell'Operazione Bellicose la prima missione a colpire un impianto di armi a lungo raggio. Da Friedrichshafen gli aerei fecero rifornimento a Blida (in arabo البليدة El Bouleïda), in Algeria. Il 23–24 giugno otto bombardieri rimasero in Algeria per delle riparazioni mentre gli altri 52 proseguirono la missione bombardando la base di La Spezia, danneggiando un deposito carburanti e un deposito armamenti, ritornando in Gran Bretagna senza perdite.